# Los Contemporáneos
Los Contemporáneos bedeutet übersetzt in etwa „Die Zeitgenossen“ und ist der Name einer kulturell und sozial engagierten Gruppe in Mexiko, die um 1930 von jungen Intellektuellen gegründet wurde. Die Bezeichnung der Gruppe leitet sich von der durch die Mitglieder seit 1928 herausgegebenen Zeitschrift „Contemporáneos“ her.

## Gründungsmitglieder
- Salvador Novo
- Xavier Villaurrutia
- Jaime Torres Bodet
- Gilberto Owen
- José Gorostiza
- Carlos Pellicer
- Jorge Cuesta
- Bernardo Ortiz de Montellano